# Marketing management
Le marketing management ou la direction de la mercatique est le processus de gestion de l’ensemble complexe des méthodologies permettant à l’organisation d’être compétitive dans un univers concurrentiel dynamique sur différents marchés.
Il ne faut pas confondre le marketing management, souvent appelé, par raccourci, « marketing », avec le concept du marketing ou l’esprit marketing, qui sont, eux, une culture organisationnelle, l’apprentissage de ces méthodologies, de leur respect et de leur intériorisation par l’ensemble des collaborateurs de l'entreprise.
Les méthodologies du marketing management s'appliquent, quant à elles, et quelle que soit la taille de l'entreprise ou de l'organisation, à deux niveaux :
Le marketing opérationnel : il s’agit — au niveau marque, service ou produit — de l’optimisation, de la coordination et de la combinaison des leviers (le marketing mix) permettant d'agir sur l’offre, ainsi que de la mise en œuvre d’outils et de techniques choisis pour conquérir des parts de marché.
Le marketing stratégique : il s’agit du choix du/des marché(s) sur le(s) quel(s) l’entreprise ou l’organisation décide de se battre et de la définition générale de son attitude et de son positionnement face aux concurrents qui s’y trouvent.
Ces méthodologies s’orientent soit vers le marketing de la demande lorsqu’il s’agit de l’appliquer à la demande exprimée par le marché ; soit vers le marketing de l’offre — ou de l’innovation — lorsqu’elle est appliquée à optimiser une offre inédite, technologique ou servicielle.

## Définitions
Tous les bons auteurs : Gary Armstrong, Pierre-Louis Dubois, Philip Kotler, Jacques Lendrevie et Julien Lévy, etc. et toutes les grandes associations : American Marketing Association, Association française du marketing, etc. présentent leur définition du marketing management qu'ils abrègent généralement en « marketing ».
L'approche du marketing est diverse. C'est, suivant les auteurs : une « méthode », un « ensemble de techniques et de méthodes », un « moyen d'action », une « stratégie d'adaptation », un « processus social et managérial », un « ensemble de décisions et d'actes de gestion », un « ensemble de moyens », une « méthodologie », une « fonction », etc.

### Auteurs

#### Dubois, Jolibert, Gavard-Perret et Fournier (2013)
Pour Pierre-Louis Dubois, Alain Jolibert, Marie-Laure Gavard-Perret et Christophe Fournier :
« Le marketing [management] est l’ensemble des processus mis en œuvre par une organisation (ou autre entité sociale) destiné à comprendre, influencer dans le sens de ses objectifs et contrôler les conditions de l’échange entre elle-même et d’autres entités, individus, groupes ou organisations afin de créer de la valeur pour l’ensemble des parties prenantes. »
« Le marketing [management] est alors considéré comme un ensemble de « processus » comprenant des techniques, des méthodes et surtout une méthodologie. Ces techniques et méthodes seront « mises en œuvre  », l’action étant l’un des fondements des sciences de l’action, qui supposent à la fois connaissance, décision et action ».

#### Armstrong, Kotler, Le Nagard-Assayag et Lardinoit (2013)
Pour Gary Armstrong et Philip Kotler, adaptés par Le Nagard-Assayag et Lardinoit, le marketing [management] est un processus social et managérial :
« Le marketing [management] est un processus social et managérial qui permet à des personnes ou à des organisations de créer de la valeur et de l’échanger avec d’autres, afin d’obtenir ce dont elles ont besoin et d’en retirer de la satisfaction. »
« Dans le contexte plus étroit de l’entreprise, le marketing [management] suppose l’établissement de relations d’échanges rentables avec les clients, fondées sur la notion de valeur à long terme. », p. 3.

#### LeMercator(Lendrevie et Lévy, 2014)
Jacques Lendrevie et Julien Lévy donnent, dans leur Mercator, deux définitions du marketing [management] : une définition sommaire et développée, qui soulignent l'importance de l'influence et de la valeur perçue :
- Une définition sommaire : « Le marketing [management] est un moyen d’action qu’utilisent les organisations pour influencer en leur faveur le comportement des publics dont elles dépendent », p. 3.
- Une définition développée : « Le marketing [management] est la stratégie d’adaptation des organisations à des marchés concurrentiels pour influencer en leur faveur le comportement des publics dont elles dépendent, par une offre dont la valeur perçue est durablement supérieure à celles des concurrents. Dans le secteur marchand, le rôle du marketing est de créer de la valeur économique pour l’entreprise en créant de la valeur perçue par les clients », p. 5.

#### Houver (2016)
Pour Nathalie Houver :
« Le marketing [management] est un ensemble de techniques et de méthodes permettant aux entreprises de conquérir, de séduire, de satisfaire, de fidéliser ses clients tout en préservant sa rentabilité ».

#### Hiam et Heilbrun (2016)
Alexander Hiam et Benoît Heilbrun considèrent le marketing [management] comme :
« Une démarche d’ensemble que les organisations (donc pas seulement les entreprises) mettent en œuvre pour créer de la valeur sur leur marché de référence (quitte à créer ce marché comme ce fut le cas pour toutes les grandes marques !) ».

### Associations
Les associations proposent des définitions qui ont une inertie beaucoup plus longue mais qui regroupent des synthèses nationales.

#### American Marketing Association (2012)
Pour l'American Marketing Association, le marketing management est « le processus de fixation des objectifs marketing d’une organisation (en tenant compte de ses ressources internes et des opportunités du marché), de planification et d’exécution de ses activités pour atteindre ces objectifs et de mesure des progrès dans leur réalisation ».

#### Association française du marketing (2016)
Pour l'Association française du marketing :
« Le marketing management est le regroupement fonctionnel et opérationnel des méthodologies et des pratiques marketing mises en œuvre de façon coordonnée par des organisations pour atteindre leurs objectifs de compétitivité concurrentielle, ces méthodologies et ses pratiques comprenant :
- l’étude des différents publics, de leurs besoins, usages, désirs et aspirations ;
- la création d’offres de produits, de services et d’expériences ;
- la diffusion de ces offres dans une perspective marchande ou non.

Ceci implique pour elle :
- l’établissement de relations équitables avec les différents partenaires de ces organisations, dans le respect des réglementations ;
- la prise en compte des conséquences futures de ces pratiques sur l’ensemble des parties prenantes et sur la société au sens large »[8].

## Marketing et marketing management
Le marketing est une façon de penser. Le marketing management est une façon de faire. « Faire du marketing » signifie, en fait, faire du marketing management.

## L'invention du marketing management
Si la formalisation et la diffusion publique des principes du marketing management datent des années soixante, avec la parution du livre de Jerome McCarthy, Basic Marketing. A Managerial Approach, dans lequel il introduit le concept de marketing mix inventé en 1942 par Neil Borden, la pratique du marketing management est beaucoup plus ancienne, le premier produit — au sens moderne du terme — à être lancé en respectant les principes étant L’Eau de mélisse des Carmes Boyer, en 1611.
Peter Drucker pense, quant à lui, que le marketing management a été inventé en 1673 au Japon par Mitsui avec son grand magasin Mitsukoshi, puis, vers 1850, aux États-Unis, dans un autre domaine, par Cyrus McCormick avec ses moissonneuses-batteuses.
Mais c’est très vite la création à Paris, en 1852, du grand magasin Au Bon Marché d'Aristide Boucicaut et à Philadelphie, en 1861, du Grand Dépôt de John Wanamaker.
Dans le domaine des produits de grande consommation, citons, par exemple, les lancements de la sauce Tabasco en 1868, des savonnettes Ivory Soap par Procter & Gamble en 1879, des savonnettes Sunlight par Lever Brothers en Grande-Bretagne, en 1884, appliquant tous, de façon informelle, les principes du marketing management.

L'invention du marketing management (ébauche)
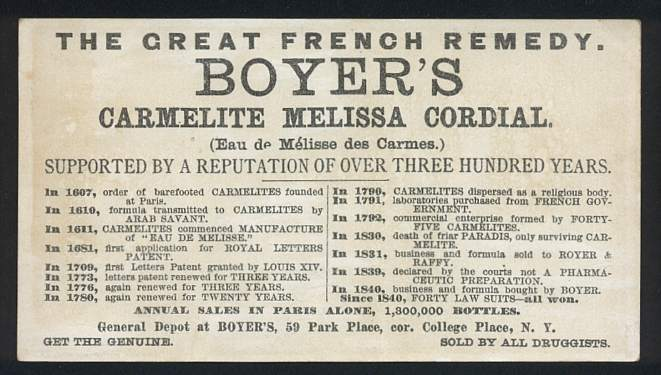
1611.
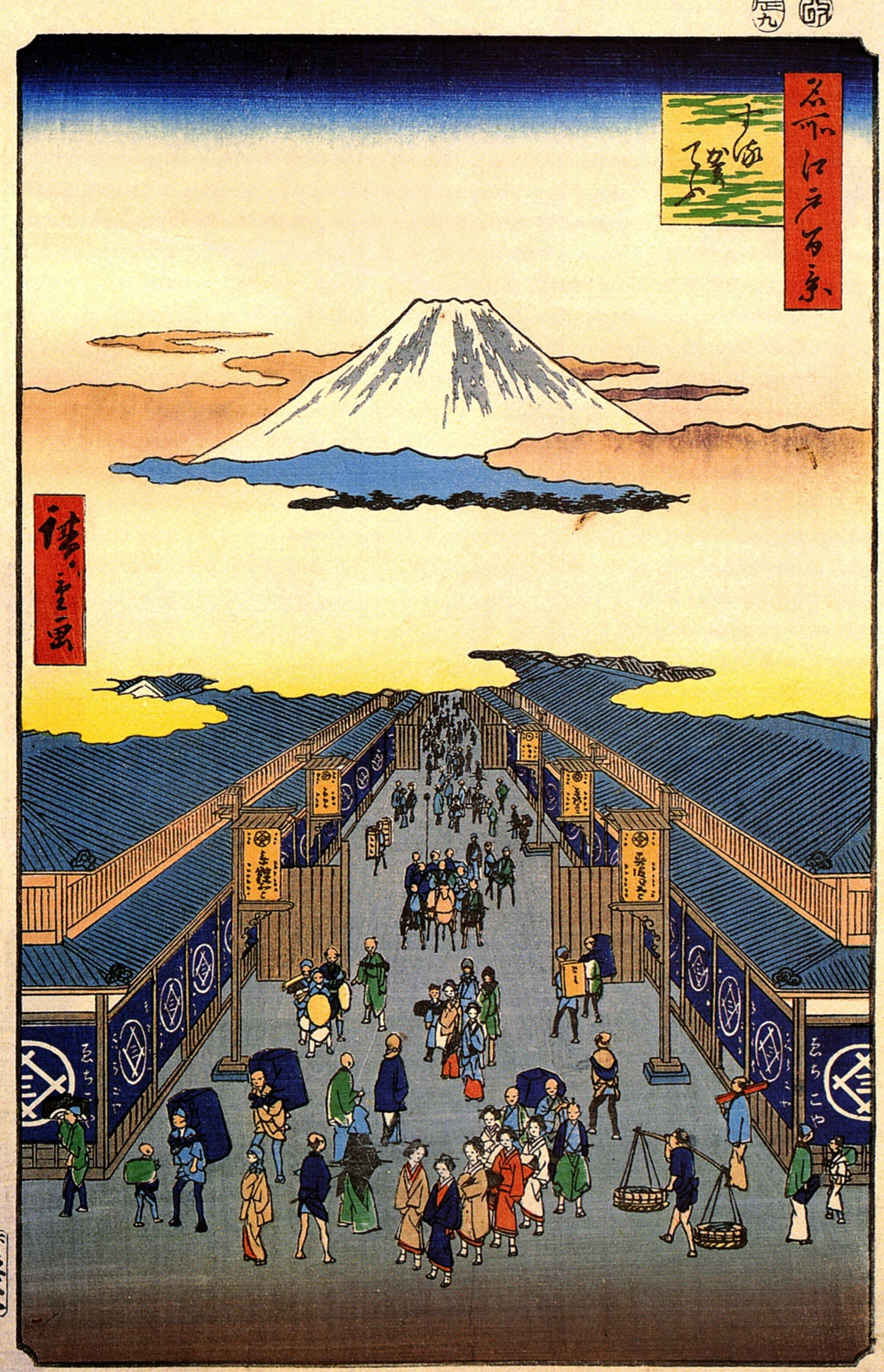
1683. Les grands magasins Mitsukoshi d’Hiroshige situés rue Sugura sur la gauche.
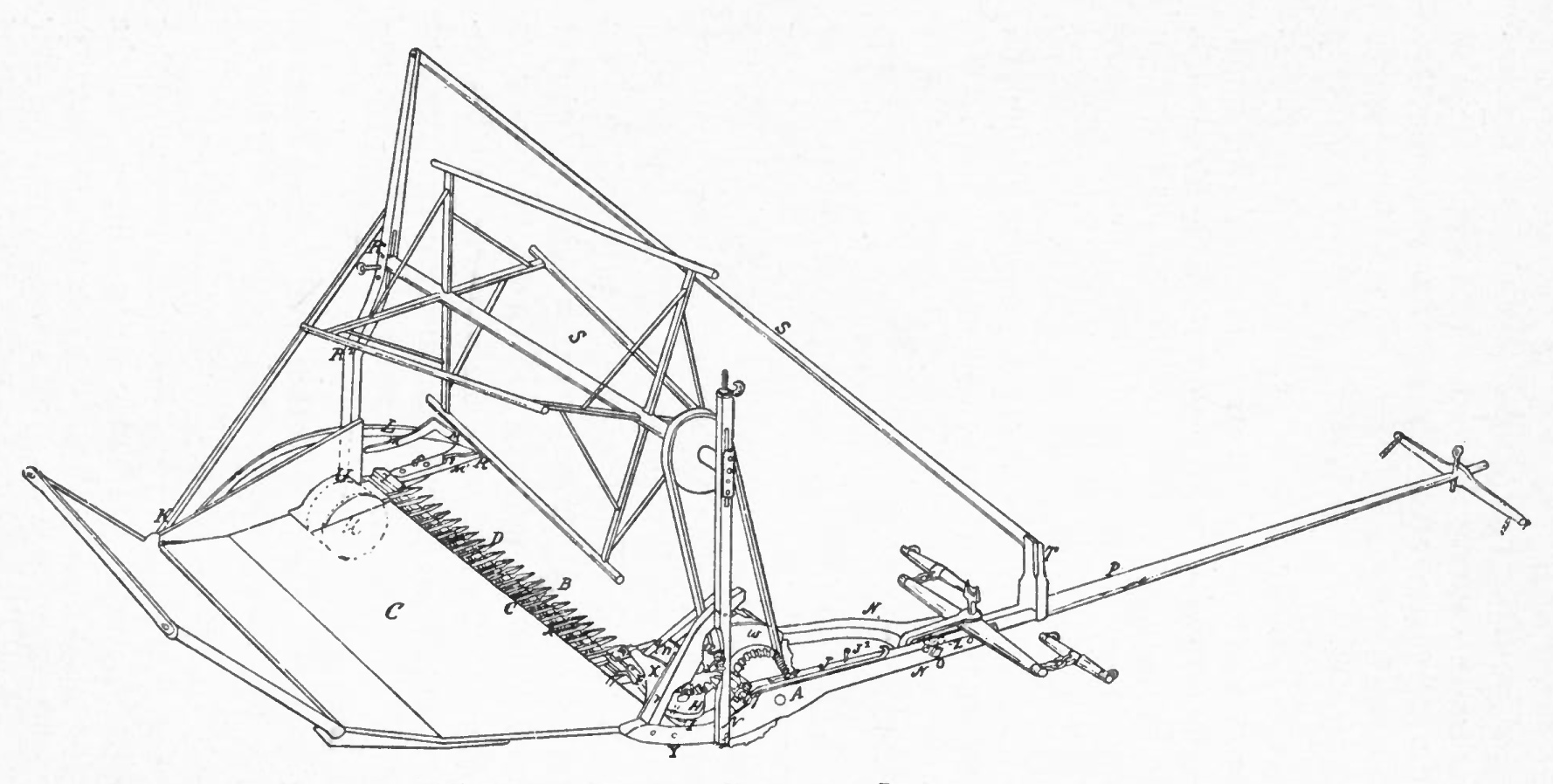
1845. Brevet de Cyrus McCormick.
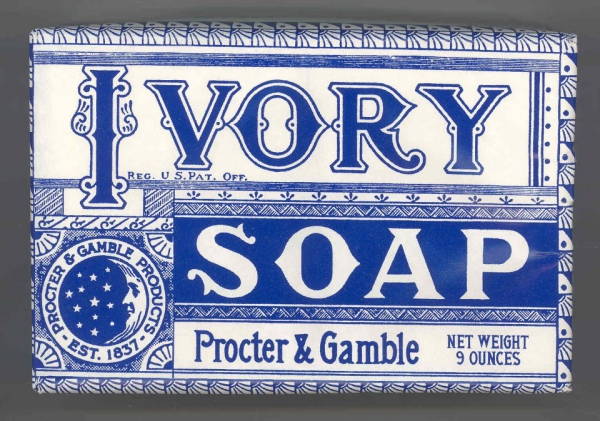
1879. Lancement des savonnettes Ivory, le premier produit de Procter & Gamble.
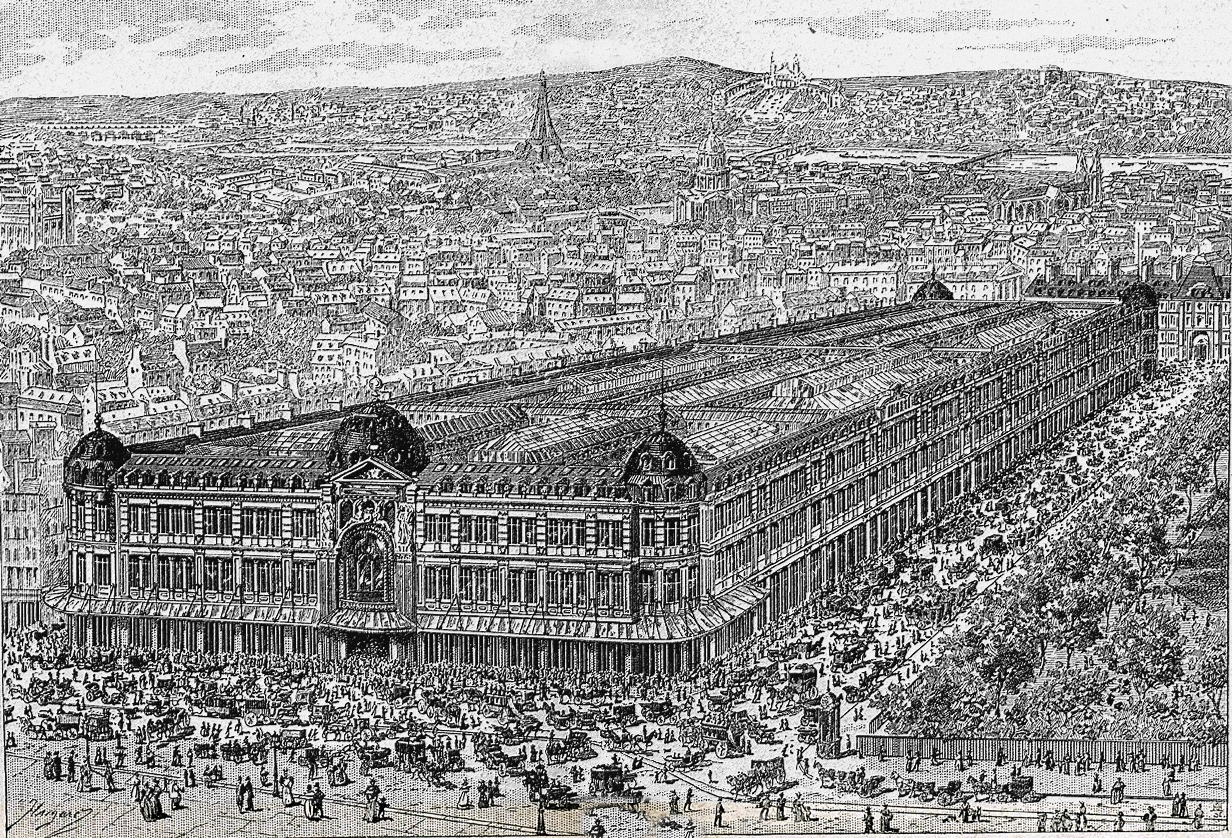
Le grand magasin Au Bon Marché en 1887.
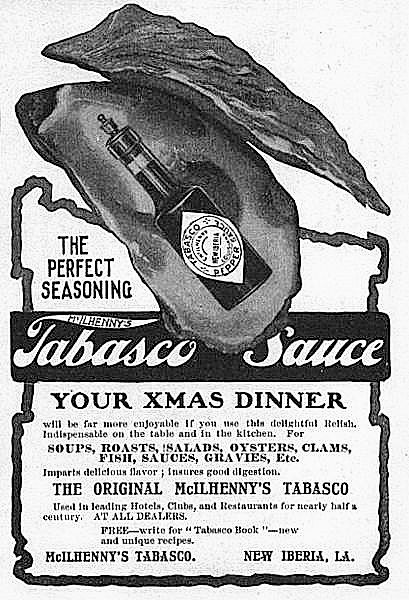
Une publicité pour Tabasco datant de 1905. La bouteille, le logo (et la recette) sont les mêmes que ceux de 1868 et que ceux d’aujourd’hui.

## Le monde des marchés, des marketing managements et desmarketing mix
L'activité économique mondiale — l'argent qui s'échange contre des biens — n'est pas homogène.
Si l'on fait nettement la distinction entre :
- les marchés des services et produits commercialisés par des entreprises, comme IBM, Intel, GE, Airbus, Alstom, Michelin, etc., marketing business to business auprès d'autres entreprises, à des clients, acheteurs professionnels ;
- les marchés des services et produits de grande consommation et qui s'adresse à des consommatrices et consommateurs — c'est celui de Danone, Louis Vuitton, Coca-Cola, etc.

nous parvenons à quatre grands types de marchés.
Les quatre grands types de marché et de marketing.
|                                                          | Services | Produits |
| -------------------------------------------------------- | -------- | -------- |
| Clients professionnels Marketing business to business    |          |          |
| Consommateurs grand public Marketing grande consommation |          |          |

Ces quatre grands types de marché sur lesquels les marques ont des fonctions et des valeurs économiques très différentes génèrent des business modèles, des marketing managements et des marketing mix très différents. Les composants du marketing mix de Chronopost n'ont rien à voir avec ceux de No 5 de Chanel ni avec ceux d'une marque de petits pois.

### Les 24 grands secteurs d'activité économique
L'ensemble de l'activité économique mondiale peut être divisée en secteur d'activité économique — on dit aussi « industrie ». Les diverses classifications existantes s'accordent pour en dénombrer environ deux douzaines : le secteur du tourisme, l'industrie agro-alimentaire, le luxe, etc. Chacun d'entre eux va générer un marketing particulier.
Les grands domaines des 24 grands secteurs d'activité économiques
|                                                            | Services | Produits |
| ---------------------------------------------------------- | --- | --- |
| Clients professionnels Marketing business to business.     | 3. Courrier et livraison, publicité, technologie et services informatiques, transports maritimes ; grande distribution | 4. Aéronautique, aérospatiale et défense, bâtiment et travaux publics, éoliennes, chimie, matériel informatique, pneumatiques, santé |
| Consommateurs grand public. Marketing grande consommation. | 1. Banques et assurances, croisières, divertissement, tourisme, transport aérien, transport ferroviaire                | 2. Agroalimentaire, compagnies pétrolières, cosmétiques, constructeurs automobiles, électronique grand public, luxe, pharmacie, etc. |

### Les quatre grands types de décision en marketing management
Par ailleurs, quelle que soit sa taille, TPE ou multinationale ; la nature de son activité, production ou distribution ; et la nature de sa production : produits ou services, une entreprise utilise la méthodologie du marketing management dans quatre contextes différents ;
- d'une part, au niveau stratégique ou au niveau opérationnel ;
- d'autre part, pour gérer la demande exprimée par le marché ou pour gérer les nouvelles offres proposées aux marchés.

Contextes qui génèrent quatre grands types de décision marketing management :
- I. Un marketing (management) opérationnel de la demande,
- II. Un marketing stratégique de la demande,
- III. Un marketing opérationnel de l'offre,
- IV. Un marketing stratégique de l'offre.

Ce qui donne la matrice suivante :
Les quatre grands types de décisions du marketing management
| —                   | Marketing de la demande (marketing traditionnel)            | Marketing de l'offre (marketing de l'innovation)                                |
| ------------------- | ----------------------------------------------------------- | ------------------------------------------------------------------------------- |
| Niveau stratégique  | II Marketing stratégique                                    | IV Management stratégique Marketing relationnel stratégique Marketing serviciel |
| Niveau opérationnel | I Marketing opérationnel de la demande (dont la mercatique) | III Marketing des nouvelles marques services et produits                        |

### Outils technologiques du marketing management
Le Marketing Resource Management est à la fois un outil, un processus et une stratégie d’organisation qui s'inscrit dans la continuité du marketing management.
Le marketing resource management ou MRM regroupe un ensemble de technologies, de moyens et de processus de production associés à la création et à l’organisation des ressources marketing.
Un outil de MRM est une solution technologique qui vient supporter le marketing management, de la conception des ressources marketing jusqu'à leur diffusion.

### 2017
- Arnaud de Baynast, Jacques Lendrevie, Julien Lévy, Mercator, 12ième ed. Dunod, 2017.
- Philip Kotler, Hermawan Kartajaya, Iwan Setiawan, Marc Vandercammen - Marketing 4.0 : Le passage au digital, De Boeck supérieur, 2017.

### 2018
- Gilles Bressy, Christian Konkuyt, Management et économie des entreprises 12ième ed. Ch 14 et 15, Aide-mémoire Sirey, Ed. Dalloz, 2018.
- Sandrine Medioni, Sarah Benmoyal Bouzaglo, Marketing digital, Dunod, 2018.